# Dikasterium für den Klerus
Das Dikasterium für den Klerus (lat.: Dicasterium pro Clericis), bis 1967  Konzilskongregation ist eine Zentralbehörde der Römischen Kurie.

## Namen und Geschichte
Das heutige Dikasterium für den Klerus findet seinen Ursprung in der von Papst Pius IV. am 2. August 1564 mit der Konstitution Alias Nos eingesetzten Kongregation für die Interpretation und Einhaltung des Trienter Konzils (Congregatio pro executione et interpretatione Concilii Tridentini). Auch nachdem die Interpretation der Konzilskanones immer weiter abnahm und im Laufe der Zeit auch weitere Aufgaben hinzugekommen waren, welche die ursprüngliche Aufgabe verdrängten, behielt die Kongregation den Namen Heilige Konzilskongregation bei. Erst am 15. August 1967 änderte Papst Paul VI. ihre Bezeichnung durch die Apostolische Konstitution Regimini ecclesiae universae in Kongregation für den Klerus.
Mit Inkrafttreten der Apostolischen Konstitution Praedicate Evangelium am 5. Juni 2022 erhielt sie die Bezeichnung „Dikasterium für den Klerus“ (italienisch Dicastero per il Clero).

## Struktur des Dikasteriums
Das Dikasterium für den Klerus ist in derzeit (2024) in vier Abteilungen gegliedert:

### Abteilung für den Klerus
Diese Abteilung betätigt sich in der Förderung der Spiritualität, wie auch zeitgemäßen intellektuellen und pastoralen Bildung von Priestern und Diakonen. Auch die Angelegenheiten von Domkapiteln, Priesterräten, Pfarrern  und Pfarreien gehören zu ihren Angelegenheiten. Alles was zum pastoralen Dienst gehört, also auch Messstipendien, Stiftungen, Wallfahrtsorte, Archive und Bibliotheken, zählt zu den Angelegenheiten dieser Abteilung.

### Abteilung für die Ausbildung des Klerus und die Seminare
Im Januar 2013 unterstellte Papst Benedikt XVI. die Seminare und Ausbildungsstätten für die Geistlichen dem Dikasterium, soweit sie nicht dem Dikasterium für die orientalischen Kirchen oder dem Dikasterium für die Evangelisierung unterstehen. Der Abteilung ist seither auch das Päpstliche Werk für geistliche Berufe zugeordnet.

### Abteilung Verwaltung
Diese Abteilung ist für die Ordnung und Verwaltung der kirchlichen Güter zuständig, vorausgesetzt, sie gehören kirchlichen öffentlich-juristischen Personen. Die Approbation von Steuern und Gebühren, Überwachung einer angemessenen Besoldung, einer Kranken- und Rentenvorsorge der Priester und Diakone sind ebenfalls ihrem Arbeitsbereich zugeordnet.

### Abteilung Dispensen
Die Abteilung ist für die Bearbeitung der Anträge von Diözesan- und Ordensgeistlichen der Lateinischen Kirche wie der unierten Ostkirchen auf Dispens von den mit der Weihe übernommenen Verpflichtungen zuständig.

### Frühere Abteilung Katechese
Diese Abteilung beschäftigte sich mit der Förderung der religiösen Bildung aller Gläubigen. Hierzu überwachte sie die korrekte Ausbildung von Katecheten und approbierte die nationalen Katechismen und Direktorien. Auch Hilfestellungen in konkreten Situationen gehörten hierzu. Durch das Motu Proprio Fides per Doctrinam hat der Papst diese Zuständigkeit seit Februar 2013 vollständig auf den Päpstlichen Rat zur Förderung der Neuevangelisierung übertragen.

### Mitglieder
Das Dikasterium besteht zusätzlich zum Präfekten aus 9 Kardinälen, 2 Erzbischöfen, 2 Bischöfen und einem weiteren Mitglied, die vom Papst für jeweils fünf Jahre berufen werden. Mitglieder der Kongregation sind seit Juli 2019:
Kardinäle
- Sérgio da Rocha
- Anders Arborelius OCD
- Giuseppe Petrocchi
- Angelo De Donatis (seit 2018)[3]
- Juan García Rodríguez
- Jose F. Advincula (seit 2020)[4]
- François-Xavier Bustillo OFMConv (seit 2023)[5]
- Baldassare Reina (seit 2025)[6]

Erzbischöfe
- Filippo Iannone OCarm
- Michel Aupetit

Bischöfe
- Milton Luis Tróccoli Cebedio
- Gregory Charles Bennet (seit 2023)[7]

Sonstige
- Dario Edoardo Viganò (seit 2016)[8]

## Angeschlossene Institutionen
Folgende Institutionen sind oder waren an die Kongregation angeschlossen:

### Studium
Das alte „Studium“ wurde 1919 von Papst Benedikt XV. errichtet. Diese Einrichtung soll jungen Priestern Kenntnisse in der Bearbeitung kirchlicher Angelegenheiten, in der Anwendung der  kanonischen Gesetze und der Verwaltung vermitteln.

### Institut und Zeitschrift  „Sacrum Ministerium“
Dieses Institut wurde 1994/95 der Kongregation zugeordnet. Es ist für die Ausbildung der Verantwortlichen und für die kontinuierliche Weiterbildung der Priester zuständig. Die Zeitschrift gleichen Namens soll eine Hilfe für die Ordinarien, Priester, Kleriker und Bildungseinrichtungen im pastoralen Dienst sein. Es dient gleichzeitig der Weiterbildung auf dem Gebiet der Katechese.

### Internationaler Rat für die Katechese
Der Internationale Rat für die Katechese wurde infolge des II. Vatikanischen Konzils im Jahre 1976 von Paul VI. gegründet, der während seiner Amtszeit den Katechismus der Katholischen Kirche vorangebracht hatte. Das Dikasterium dient dem Austausch von Erfahrungen, es bearbeitet für den Heiligen Stuhl und die Bischofskonferenzen wichtige katechetische Themen und bietet Vorschläge und Anregungen an. Durch das Motu Proprio Fides per Doctrinam wurde auch dieser Rat wie die Abteilung Katechese aus der Kongregation aus- und dem Päpstlichen Rat zur Förderung der Neuevangelisierung angegliedert.

## Präfekten

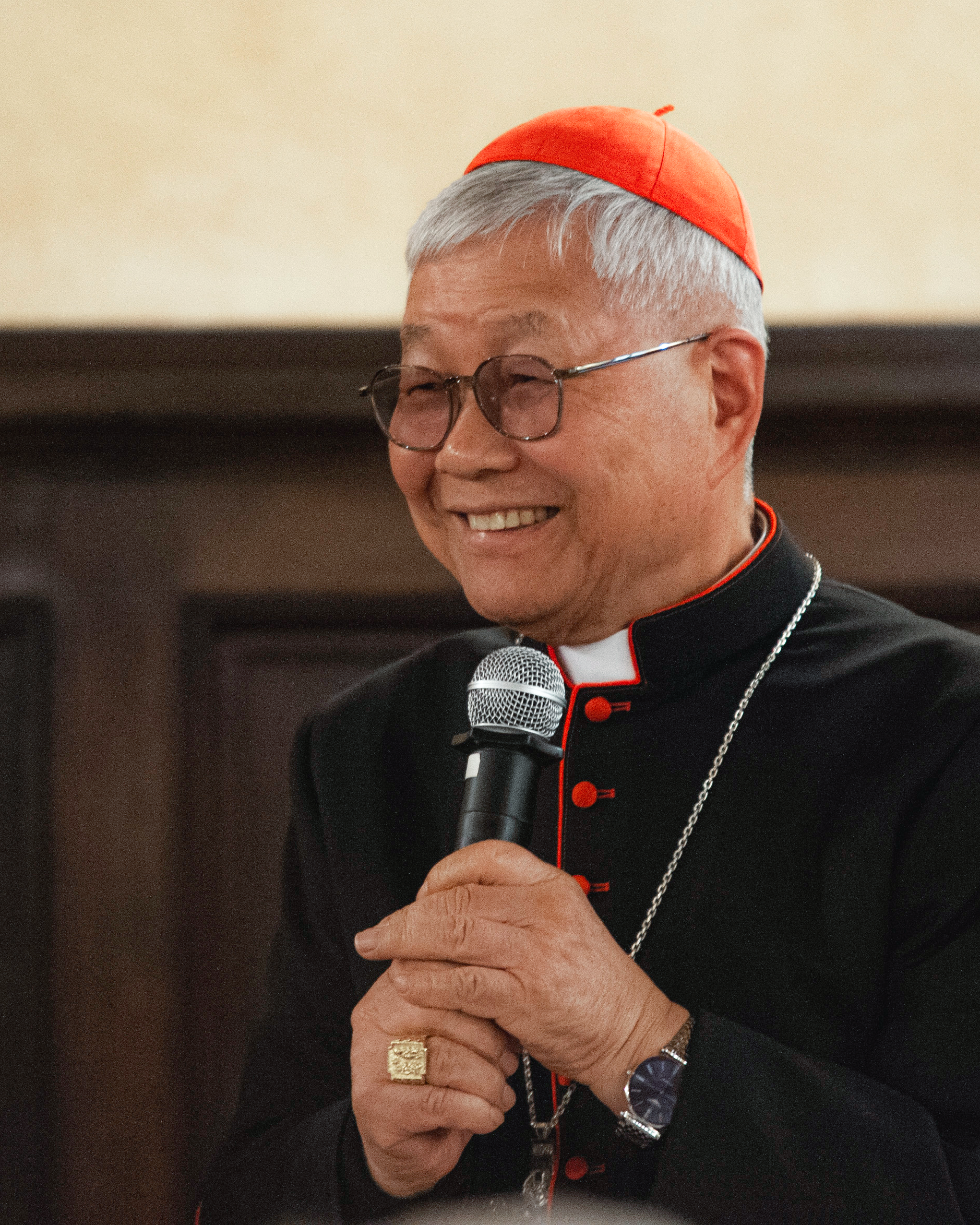
Lazarus You Heung-sik, amtierender Präfekt des Dikasteriums für den Klerus

- Carlo Kardinal Borromeo (1564–1565)
- Francesco Kardinal Alciati (1565–1580)
- Filippo Kardinal Boncompagni (1580–1586)
- Antonio Kardinal Carafa (1586–1591)
- Girolamo Kardinal Mattei (1591–1603)
- Paolo Emilio Kardinal Zacchia (1604–1605)
- Francesco Maria Kardinal Bourbon del Monte (1606–1616)
- Orazio Kardinal Lancellotti (1616–1620)
- Roberto Kardinal Ubaldini (1621–1623)
- Cosimo Kardinal de Torres (1623–1626)
- Bonifacio Kardinal Bevilacqua (1626–1627)
- Frabrizio Kardinal Verospi (1627–1639)
- Giovanni Battista Kardinal Pamphilj (1639–1644)
- Francesco Kardinal Cennini (1644–1645)
- Pier Luigi Kardinal Carafa (1645–1655)
- Francesco Kardinal Paolucci (1657–1661)
- Giulio Cesare Kardinal Sacchetti (1661–1663)
- Angelo Kardinal Celsi (1664–1671)
- Paluzzo Kardinal Altieri (1671–1672)
- Vincenzo Maria Kardinal Orsini (1673–1675)
- Federico Kardinal Baldeschi Colonna (1675–1691)
- Galeazzo Kardinal Marescotti (1692–1695)
- Giuseppe Kardinal Sacripanti (1696–1700)
- Bandino Kardinal Panciatici (1700–1718)
- Sel. Pier Marcellino Kardinal Corradini (1718–1721)
- Curzio Kardinal Origo (1721–1737)
- Antonio Saverio Kardinal Gentili (1737–1753)
- Mario Kardinal Millini (1753–1756)
- Gian Giacomo Kardinal Millo (1756–1757)
- Clemente Kardinal Argenvilliers (1757–1758)
- Ferdinando Maria Kardinal de Rossi (1759–1775)
- Carlo Vittorio Amedeo Kardinal delle Lanze (1775–1784)
- Guglielmo Kardinal Pallotta (1785–1795)
- Tommaso Kardinal Antici (1795–1798)
- Filippo Kardinal Carandini (1800–1810)
- Giulio Kardinal Gabrielli (1814–1820)
- Emmanuele Kardinal de Gregorio (1820–1834)
- Vincenzo Kardinal Macchi (1834–1840)
- Paolo Kardinal Polidori (1841–1847)
- Pietro Kardinal Ostini (1847–1849)
- Angelo Kardinal Mai (1851–1853)
- Antonio Maria Kardinal Cagiano de Azevedo (1853–1860)
- Prospero Kardinal Caterini (1860–1881)
- Lorenzo Kardinal Nina (1881–1885)
- Luigi Kardinal Serafini (1885–1893)
- Angelo Kardinal Di Pietro (1893–1895)
- Vincenzo Kardinal Vannutelli (1902–1908)
- Casimiro Kardinal Gennari (1908–1914)
- Francesco di Paola Kardinal Cassetta (1914–1919)
- Donato Raffaele Kardinal Sbarretti Tazza (1919–1930)
- Giulio Kardinal Serafini (1930–1938)
- Luigi Kardinal Maglione (1938–1939)
- Francesco Kardinal Marmaggi (1939–1949)
- Giuseppe Bruno (1949–1954)
- Pietro Kardinal Ciriaci (1954–1966)
- Jean-Marie Kardinal Villot (1967–1969)
- John Joseph Kardinal Wright (1969–1979)
- Silvio Kardinal Oddi (1979–1986)
- Antonio Kardinal Innocenti (1986–1991)
- José Tomás Kardinal Sánchez (1991–1996)
- Darío Kardinal Castrillón Hoyos (1996–2006)
- Cláudio Kardinal Hummes OFM (2006–2010)
- Mauro Kardinal Piacenza (2010–2013)
- Beniamino Kardinal Stella (2013[9]–2021)
- Lazarus Kardinal You Heung-sik (seit 2021)[10]

## Sekretäre
- Stefano Brancaccio (1668–1670)
- Antonio Saverio Gentili (1728–1731)
- Giacomo Lanfredini (1731–1734)
- Giuseppe Alessandro Furietti (1743–1759)
- Girolamo d’Andrea (1845–1852)
- Angelo Quaglia (1852–1861)
- Pietro Gianelli (1861–1868) (Pro-Sekretär)
- Pietro Gianelli (1868–1875)
- Giacomo Cattani (1875–1879)
- Beniamino Cavicchioni (1895–1900) (Pro-Sekretär)
- Beniamino Cavicchioni (1900–1903)
- Gaetano De Lai (1903) (Pro-Sekretär)
- Gaetano De Lai (1903–1907)
- Basilio Pompili (1908–1911)
- Oreste Giorgi (1911–1916)
- Giuseppe Mori (1916–1922)
- Bernardo Colombo (1922–1923)
- Giulio Serafini (1923–1930)
- Giuseppe Bruno (1930–1946)
- Francesco Roberti (1946–1958)
- Pietro Palazzini (1958–1973)
- Maximino Romero de Lema (1973–1986)
- Gilberto Agustoni (1986–1992)
- Crescenzio Sepe (1992–1997)
- Csaba Ternyák (1997–2007)
- Mauro Piacenza (2007–2010)
- Celso Morga Iruzubieta (2010–2014)
- Joël Mercier (2015–2021)
- Andrés Gabriel Ferrada Moreira (seit 2021)

## Untersekretäre
- Silvio Fagiolo ( –1953)
- Domenico Galletti (1953–1959)
- Ercole Crovella (1959–1966)
- Fiorenzo Romita (1966–1977)
- Guglielmo Zannoni (1977–1986)
- Milan Simcic (1986–1996)
- Antonio Silvestrelli (1996–2004)
- Mauro Piacenza (2000–2003)
- Giovanni Carrù (2003–2009)
- Celso Morga Iruzubieta (2009–2010)
- Antonio Neri (2011–2017)
- Andrea Ripa (2017–2022)
- Simone Renna (Untersekretär seit 2022)